# Miracle (låt av Samra Rahimli)
Miracle är en låt framförd av sångerskan Samra.
Låten är Azerbajdzjans bidrag till Eurovision Song Contest 2016 i Stockholm. Den kommer framföras i den första semifinalen i Globen den 10 maj 2016.

## Komposition och utgivning
Låten är skriven av Amir Aly, Jakke Erixson och Henrik Wikström. En officiell musikvideo till låten släpptes den 13 mars 2016.